# Убиство у ноћном возу
Убиство у ноћном возу је југословенски криминалистички драмски телевизијски филм са елементима трилера из 1972. године, који је режирао Лордан Зафрановић по сценарију Мирка Ковача.